# Écully
Écully es una comuna francesa situada en la Metrópoli de Lyon, de la región de Auvernia-Ródano-Alpes. Pertenece a la aglomeración urbana de Lyon.

## Demografía
| 1 197 | 958 | 1 403 | 1 375 | 1 618 | 1 639 | 1 823 | 1 868 | 2 249 | 2 449 | 2 760 | 2 977 | 2 850 | 3 387 | 2 981 | 3 336 | 2 935 | 2 964 | 2 982 | 2 998 | 3 113 | 3 612 | 3 703 | 4 064 | 4 033 | 4 719 | 5 283 | 7 254 | 10 133 | 17 944 | 17 865 | 18 360 | 18 011 | 17 959 | 17 742 | 18 517 |
| Para los censos de 1962 a 1999 la población legal corresponde a la población sin duplicidades (Fuente: INSEE [Consultar]) |     |       |       |       |       |       |       |       |       |       |       |       |       |       |       |       |       |       |       |       |       |       |       |       |       |       |       |        |        |        |        |        |        |        |        |

## Educación superior
- École Centrale de Lyon
- Emlyon Business School